# كولن إيمرسون بينيت
كولن إيمرسون بينيت هو سياسي كندي، ولد في 5 مارس 1908 في ميافورد في كندا، وتوفي في 30 أبريل 1993. حزبياً، نشط في الحزب الليبرالي الكندي. وقد انتخب عضو مجلس العموم الكندي.